# Mark Enyeart
Mark Enyeart (Mark Bruce Enyeart; * 9. Oktober 1953 in Alliance, Nebraska) ist ein ehemaliger US-amerikanischer Mittelstreckenläufer, der sich auf die 800-Meter-Distanz spezialisiert hatte.
1976 schied er bei den Olympischen Spielen in Montreal im Vorlauf aus, und 1977 wurde er Vierter beim Leichtathletik-Weltcup in Düsseldorf.
Über 800 m wurde er 1975 US-Meister und 1977 Französischer Meister. 1980 wurde er US-Hallenmeister über 600 Yards. Für die Utah State University startend wurde er 1975 sowie 1977 NCAA-Meister über 880 Yards bzw. 800 m und 1975 NCAA-Hallenmeister über 880 Yards.

## Persönliche Bestzeiten
- 400 m: 45,8 s, 26. März 1977, Provo
- 800 m: 1:44,84 s, 22. Juni 1977, Köln